# Шутінг Старз
«Шутінг Старз» (англ. Shooting Stars Sports Club) або просто 3СК (англ. 3SC) — нігерійський футбольний клуб з Ібадан. Колишня назва клубу аж до початку 70-х років — «ВНДК Ібадан» (англ. Western Nigeria Development Company). Заснований 1960 року. Домашні матчі проводить на стадіоні «Лекан Саламі», що вміщає 10 000 глядачів.

## Історія
«Шутінг Старз» — один з найтитулованіших клубів Нігерії, що став одним із засновників нігерійської Прем'єр-ліги в 1972 року. Клуб з Ібадана є автором рекорду — «3СК» став першим нігерійським клубом, який отримав перемогу на континентальному рівні — 1976 році в фіналі Кубка кубків КАФ за сумою двох матчів був обіграний камерунський клуб «Тоннер» з Яунде 4:2.
1992 року «Воїни Олуйоле» виграли свій другий міжнародний трофей, перемігши у фіналі найпершого розіграшу Кубка КАФ угандійський клуб «Вілла» з рахунком 3:0. Додавши до цих перемог два участі у фінальних матчах Кубка Чемпіонів в 1984 і 1996 роках, «Шутінг Старз» з повною на те підставою можна вважати одним з найуспішніших клубів Нігерії на міжнародній арені. Останній більш-менш значимий на цей момент успіх клубу датується 1998 роком, коли був виграний п'ятий чемпіонський титул. Проте вже в наступному сезоні «Шутінг Старз» спіткало жорстоке розчарування — команда вилетіла в другій за значимістю дивізіон, повернувшись назад лише 2004 року. Гідного повернення не вийшло — за підсумками сезону в 2005 «3СК» знову вилетів у другий дивізіон, де розташоване і понині.

## Досягнення

### Місцеві
- Чемпіон Нігерії (5): 1976, 1980, 1983, 1995, 1998
- Володар Кубка Нігерії (4): 1971 (як «ВНДК»), 1977, 1979, 1995

### Міжнародні
- Переможець Кубок володарів Кубків КАФ (1): 1976
- Переможець Кубок Конфедерації КАФ (1): 1992
- Фіналіст Кубка чемпіонів КАФ: 1984, 1996

## Відомі гравці
- Патрік Овіе
- Семюел Окуново
- Аруна Бабангіда
- Патрік Ібанда
- Сегун Одегбамі
- Рашиді Єкіні
- Іке Шорунму
- Васіу Тайво
- Сейі Оладженгбесі
- Айоделе Аделеє